# Новое Чекурское
Но́вое Чеку́рское (тат. Яңа Чәке) — село в Дрожжановском районе Республики Татарстан, в составе Городищенского сельского поселения.

## География
Село находится близ границы с Ульяновской областью, в 24 километрах к югу от села Старое Дрожжаное.
В окрестностях села расположен памятник природы регионального значения «Кереметь» («Ново-Чекурская лесостепь»).

## История
Село основано не позднее 1723 года.
До 1860-х годов жители относились к категории удельных (до 1797 года – дворцовые) крестьян. Их основные занятия в этот период – земледелие и скотоводство, было распространено отходничество на фабрики и заводы, сезонные сельскохозяйственные работы.
В «Списке населенных мест по сведениям 1859 года», изданном в 1863 году, населённый пункт упомянут как удельная деревня Новое Чекурское 1-го стана Буинского уезда Симбирской губернии. Располагалась на правом берегу речки Маклаушки, на торговой дороге в село Астрадамовку Алатырского уезда, в 76 верстах от уездного города Буинска и в 39 верстах от становой квартиры во владельческой деревне Малая Цыльна. В деревне в 41 дворе жили 416 человек (212 мужчин и 204 женщины). Была мечеть.
В начале XX века в селе функционировали мечеть, медресе, 5 торгово-промышленных заведений. В этот период земельный надел сельской общины составлял 738,3 десятины.
В 1931 году в селе организован колхоз «Красные Яклы», с 2011 года земли села в хозяйственном управлении филиала «Городище» ООО «Ак Барс Дрожжаное».
До 1920 года село входило в Городищенскую волость Буинского уезда Симбирской губернии. С 1920 года в составе Буинского кантона ТАССР. С 10 августа 1930 года в Дрожжановском, с 1 февраля 1963 года в Буинском, с 30 декабря 1966 года в Дрожжановском районах.

## Население
| 1859 | 1897 | 1913 | 1920 | 1926 | 1938 | 1949 | 1958 | 1970 | 1979 | 1989 | 2002 | 2010 | 2018 |
| ---- | ---- | ---- | ---- | ---- | ---- | ---- | ---- | ---- | ---- | ---- | ---- | ---- | ---- |
| 416  | 753  | 1016 | 932  | 613  | 837  | 707  | 625  | 533  | 420  | 188  | 144  | 125  | 106  |

Национальный состав села: татары – 57%, чуваши – 42%.

## Экономика
Жители села работают преимущественно в филиале «Городище» ООО «Ак Барс Дрожжаное», занимаются растениеводством, овощеводством, животноводством.

## Социальная инфраструктура
Клуб, фельдшерско-акушерский пункт.